# Nephodia betala
Nephodia betala là một loài bướm đêm trong họ Geometridae.